# 미야카와 가의 공복
《미야카와 가의 공복》(宮河家の空腹)은 《콤프 H's》 Vol.7부터 연재하기 시작한 요시미즈 카가미의 만화작품이다.
《러키☆스타》의 닌텐도 DS용 게임인 《러키☆스타 모에 드릴》의 오리지널 캐릭터인 미야카와 히나타와 미야카와 히카게가 등장한다. 오타쿠인 언니의 동인지 등을 사 모으는 행동때문에 얼마 되지 않는 생활비로 가난하게 살아가는 것을 불만으로 여기는 히카게와 언니 히나타의 이야기가 그려진다. 《러키☆스타》 원작 권말에도 약간씩 이야기가 있었으나 외전격으로 따로 나온 셈이라 할 수 있다.
2008년 《콤프 H's》의 휴간과 함께 연재가 중단되었지만 《콤프 에이스》 2009년 6월호에서 연재의 재개가 결정되었다.

## 같이 보기
- 미야카와 자매에 대한 간략한 소개
- 콤프 H's